# Aerosucre
Aerosucre è una compagnia aerea cargo colombiana con sede a Barranquilla mentre il suo hub principale è l'aeroporto di Bogotà-El Dorado.

## Storia
Aerosucre è stata fondata da Juan Carlos Salano Recio a Barranquilla alla fine del 1969 e ha iniziato a operare nella primavera del 1970 con un Piper PA-28 come compagnia di aerotaxi. Dalla primavera del 1975, la compagnia aerea si è concentrata principalmente sui trasporti di merci, acquistando tre Curtiss C-46 e un Douglas C-47; inoltre venne cambiato il nome in Aerosucre Colombia. Il vettore ha iniziato le operazioni di volo verso l'isola colombiana di San Andrés e a livello internazionale verso Aruba e Curaçao da Barranquilla. Nella primavera del 1980, la flotta era composta da cinque Curtiss C-46, un Douglas DC-3, un Douglas DC-4 e un Douglas DC-6B mentre alla fine del 1981, Aerosucre, acquisì due Handley Page Dart Herald da British Air Ferries. Il primo aereo con motori a reazione (Sud Aviation Caravelle 11R), è stato acquistato il 13 agosto del 1982 dalla compagnia spagnola Transeuropa.
Durante gli anni, la compagnia ha aggiornato la propria flotta con alcuni Boeing 727 e Boeing 737-200, radiando gradualmente i velivoli più datati.
Nel 2020 e negli anni a seguire, l'azienda ha partecipato al trasporto di forniture mediche in tutta la Colombia a sostegno della risposta alla pandemia di COVID-19.

## Flotta

### Flotta attuale
A marzo 2024 la flotta di Aerosucre è così composta:

### Flotta storica

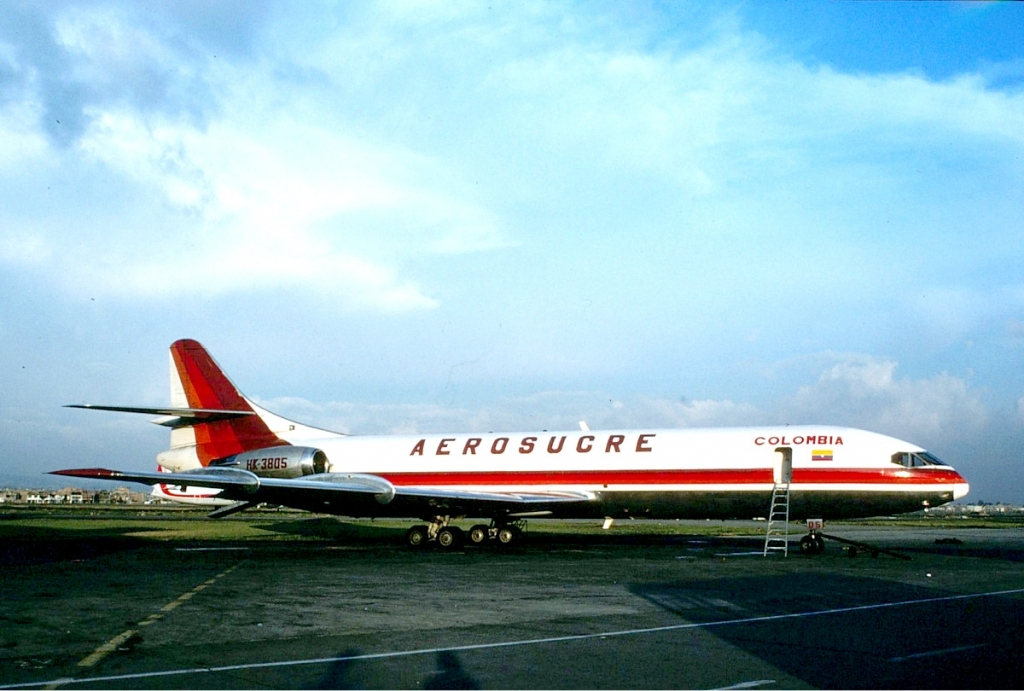
Un Sud Aviation Caravelle di Aerosucre.

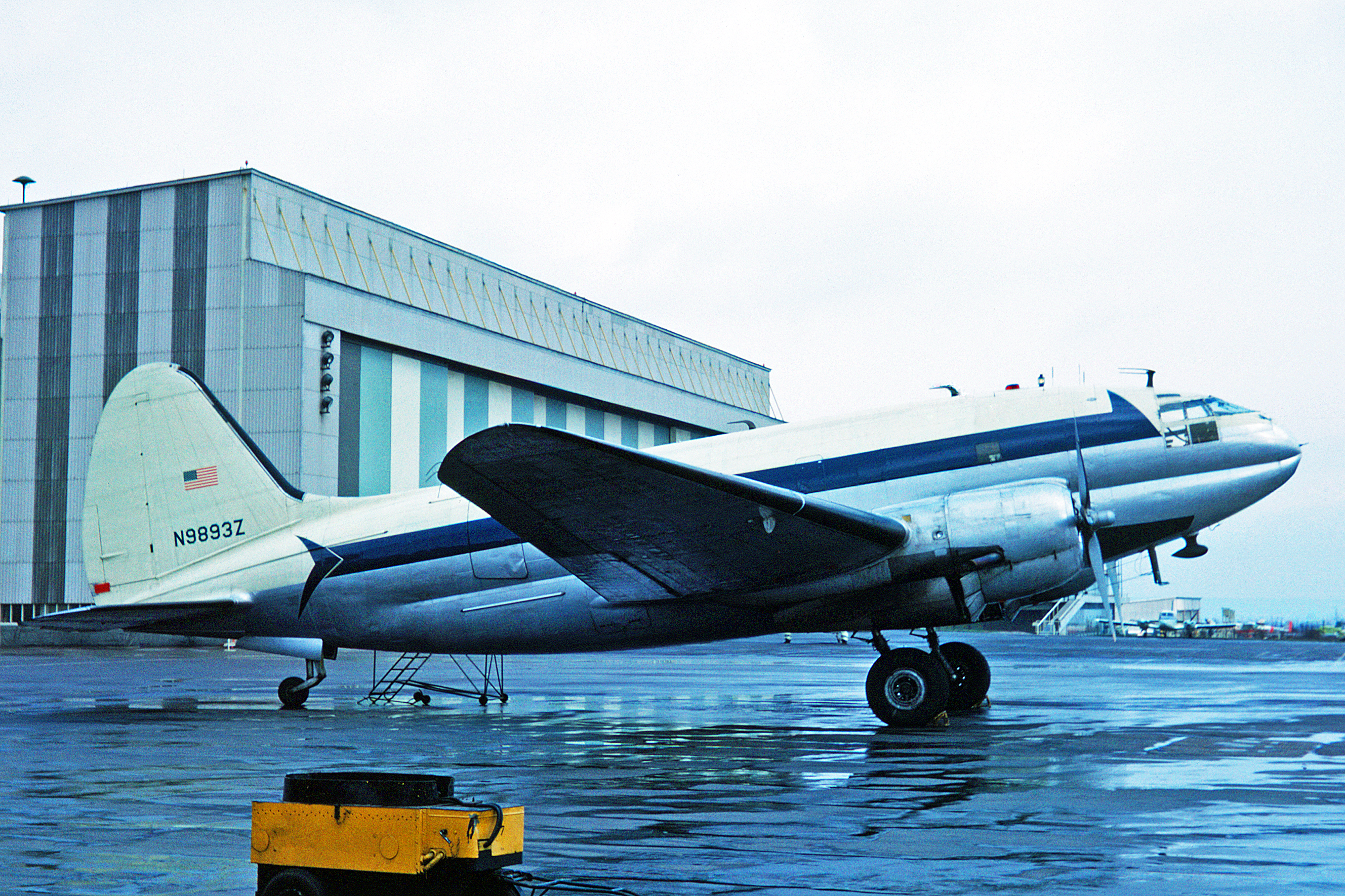
Un Curtiss C-46D di Aerosucre.

Nel corso degli anni Aerosucre ha operato con i seguenti modelli di aeromobili:
- Curtiss C-46
- Douglas C-47
- Douglas DC-4
- Douglas DC-6B
- Handley Page Dart Herald
- Sud Aviation Caravelle 11R

## Incidenti
- Il 16 settembre 1976, un Curtiss C-46 scomparve mentre era in rotta verso Aruba. L'aereo non venne mai ritrovato, i due piloti vennero dati per dispersi.[14]
- Il 26 aprile 1989, un Sud Aviation SE-210 Caravelle 11R precipitò poco dopo il decollo a causa del carico che, fissato male, si era spostato durante la rotazione. L'aereo finì contro alcune case. Le vittime furono sette.[15]
- Il 5 novembre 1989, un Handley Page HPR-7 Herald 401 si schiantò contro una montagna mentre era in rotta da Bogotà a Cali. Le vittime furono sei.[16]
- Il 20 giugno 1991, Il Douglas DC-6BF con marche HK-3511X colpì alcuni alberi durante il secondo avvicinamento a Barranquilla, dopo che il primo era stato annullato per la fitta nebbia. Dei 20 a bordo, sopravvissero in 18.[17]
- Il 25 giugno 1997, il Boeing 727 con marche HK-1717 uscì di pista durante il decollo dopo che i piloti decisero di abortirlo dopo aver sentito due esplosioni provenire dal retro. A causa del sovraccarico, l'aereo non riuscì a rimanere sulla pista. Non si registrarono vittime.[18]
- Il 18 novembre 2006, il volo Aerosucre 142, un Boeing 727-200 che trasportava merci da Bogotá verso Leticia, si schiantò in avvicinamento a Leticia quando colpì un'antenna televisiva alta 45 metri. Tutti i tre membri dell'equipaggio e tre passeggeri morirono.[19]
- Il 20 dicembre 2016, il volo Aerosucre 157, un Boeing 727-200, si schiantò poco dopo il decollo dall'aeroporto di Germán Olano a Puerto Carreño; il velivolo uscì di pista durante il decollo colpendo la recinzione perimetrale dell'aeroporto, subendo danni al sistema idraulico, al carrello di atterraggio e ai flap. Pochi minuti dopo essersi alzato in volo, i piloti ne persero il controllo e l'aereo precipitò. Cinque membri dell'equipaggio morirono mentre uno sopravvisse con diverse lesioni.[20]